# Alex Hillhouse
Alexander John Hillhouse (ur. 31 marca 1907 w Melbourne, zm. 3 marca 1983 tamże) – australijski lekkoatleta, długodystansowiec, dwukrotny medalista igrzysk Imperium Brytyjskiego, olimpijczyk.
Zdobył srebrne medale w biegu na 3 mile (przegrywając jedynie ze Stanem Tomlinem z Anglii, a wyprzedzając innego Anglika Jacka Winfielda) oraz z biegu na 2 mile z przeszkodami (za Anglikiem George’em Baileyem, a przez innym Anglikiem Vernonem Morganem) na igrzyskach Imperium Brytyjskiego w 1930 w Hamilton. Zajął 10. miejsce w biegu na 5000 metrów na igrzyskach olimpijskich w 1932 w Los Angeles. Ustanowił wówczas rekord Australii na tym dystansie czasem 15:06,0 (inne źródło podaje czas 15:14,0).
Był mistrzem Australii w biegu przełajowym w 1929 oraz w biegu na milę i biegu na 3 mile w  1931/1932, a także wicemistrzem w biegach na milę i na 3 mile w 1929/1930.